# Royale et militaire des Trois-Frères Unis
Royale et militaire des Trois-Frères Unis, Trois-Frères à l'Orient de la Cour – francuska loża wolnomularska powołana 1 sierpnia 1775 roku na Wschodzie Dworu (à l'Orient de la Cour) dla króla Francji Ludwika XVI i jego braci: hrabiego Prowansji i hrabiego Artois. Stworzona z członków Gwardii Przybocznej w Wersalu.
W czasie rewolucji francuskiej w czasie uroczystości pojednania z Paryżanami, trzy dni po zdobyciu Bastylii Ludwik XVI został przywitany ceremonialnym wolnomularskim voûte d'acier (skrzyżowanie szpad nad głową) na Ratuszu w Paryżu.